# جغرافیا و شهرشناسی
جغرافیا و شهرشناسی کتابی از یدالله فرید است که در سال ۱۳۶۸ منتشر و در مراسم کتاب سال جمهوری اسلامی ایران به‌عنوان کتاب شایسته تقدیر معرفی شد.